# Histon

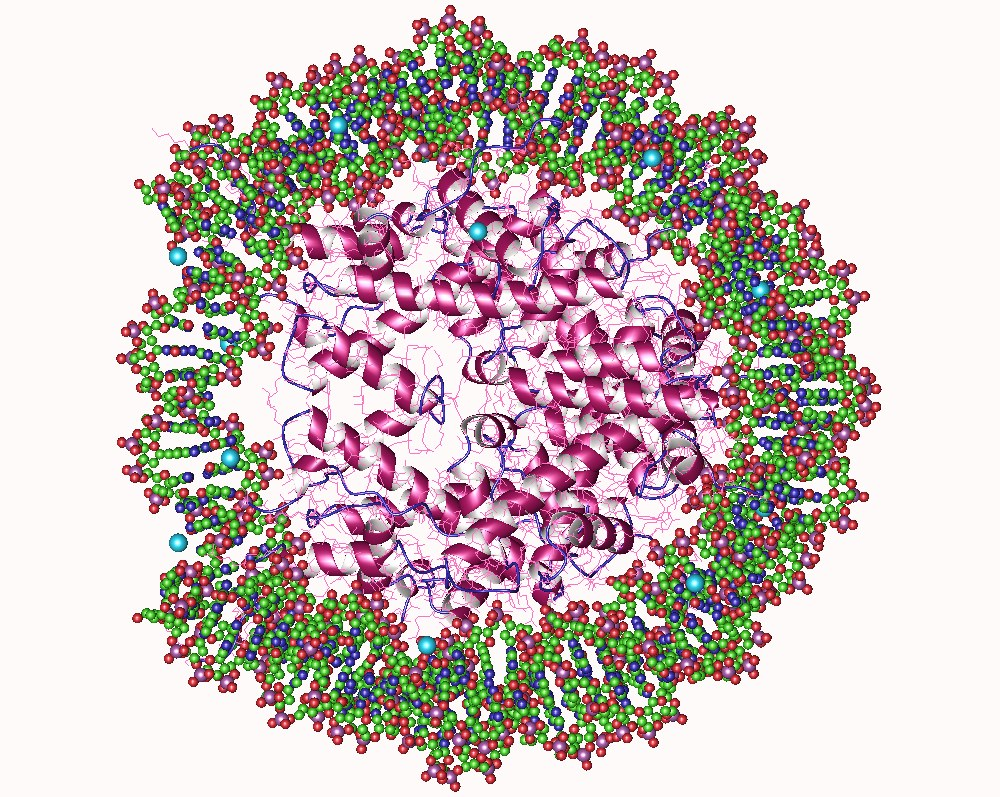
Histon i människa.

Histoner är globulära (mer eller mindre runda) proteiner kring vilka kromosomernas långa DNA-spiraler är uppsnurrade. Graden av uppsnurrning styr kromatinets struktur, och därmed är histonerna viktiga för reglering av genuttryck. När spermier bildas byts histonerna ut mot så kallade protaminer som ger DNA en mycket kompaktare packning och leder till att DNA blir inaktivt i spermier. Väl inne i ägget tas protaminerna bort och ersätts med histoner så att DNA kan användas igen.
Histoner är proteinkomplex som består av en oktamer av mindre histoner (subenheter). Komplexet utgörs av två dimerer H2A och H2B och en tetramer av H3 och H4. Förhållande molarmassa mellan samtliga subenheter är ungefärligen densamma.
Histonerna upptäcktes 1884 av Albrecht Kossel. Länge ansågs de vara rent förpackningsmaterial för cellkärnans DNA, men på tidigt 1990-tal upptäcktes histonernas betydelse för genreglering. Troligt är att histonernas svansar kan genomgå olika typer av modifieringar, vilket kan relaxera eller komprimera kromatinet. Acetylering samt deacetylering är en viktig histonmodifikation. Acetylering leder till en öppnare struktur hos kromatiet, vilket ökar möjligheten för transkribering. 
DNA binds till histonerna eftersom dessa är positivt laddade medan DNA är negativt laddat.